# Parogulnius
Parogulnius is een spinnengeslacht uit de familie Parapluspinnen (Theridiosomatidae).

## Soorten
- Parogulnius hypsigaster Archer, 1953